# Журавнівський район
Журавнівський район — колишній район Дрогобицької області, центром якого було селище Журавно

## Історія
10 січня 1940 року Політбюро ЦК КП(б)У обговорило питання про адміністративний поділ Дрогобицької області, зокрема про утворення Журавнівського району. Утворений 17 січня 1940 р. внаслідок поділу Жидачівського повіту.
Однак вже 3 липня 1941 року радянські війська були вимушені з боями залишити Журавно — район призупинив свою діяльність. відновивши її лише після того, як 8 серпня 1944 року радянські війська оволоділи райцентром.
У січні 1959 року район було ліквідовано, а його територія увійшла до складу Жидачівського району.

## Журавнівський райком КП(б)У
Одразу після включення території Галичини до складу УРСР почалось формування комуністичних структур на місцях. Зокрема у січні 1940 року було утворено Журавнівський райком КП(б)У, однак у червні 1941 року, у зв'язку з німецьким наступом він призупинив свою діяльність, відновивши її лише у вересні 1944 року. У жовтні 1952 року його перейменовано на Журавнівський райком КПУ. У січні 1959 року його ліквідовано у зв'язку з входженням території району до складу Жидачівського району. Журавнівський райком КП(б)У складався з наступних структурних підрозділів: бюро (загальний відділ), організаційно-інструкторський відділ (з 1949 р. — відділ партійних, профспілкових та комсомольських організацій), сектор партійної статистики, відділ пропаганди i агітації, сільськогосподарський відділ, військовий відділ, відділ по роботі серед жінок, відділ кадрів.

## Політичні репресії
Начальником Журавнівського районного відділу НКВД у 1939-1941 рр. працював Г. М. Ромазанов
На початку 1946 року були виселені мешканці хуторів коло сіл Новошичі, Которини, Монастирець, Буянів, Чертіж, Корчівка.
6 лютого 1946 р. на мітинґу в с. Монастирець Журавненського району у ході передвиборчого мітингу агітатори поставили зібраним селянам запитання, чи вони будуть голосувати. Присутні закричали: «Не будемо. Ви нас грабуєте і нищите. Хочемо Самостійної України». Більшовики мітинґ розігнали, а активістів заарештували і сильно побили.

## Журавнівський район в адміністративному поділі ОУН
Адміністративно-територіальний поділ, який використовувався ОУН відрізнявся від офіційно прийнятого в УРСР. Зокрема навесні 1945 року було створено Журавнівський надрайон який входив до Калуської округи ОУН і ТВ-23 «Магура». До складу Журавнівського надрайону входили Журавнівський та Жидачівський райони.

## ОУНтаУПАна території Журавнівського району
23 грудня 1951 року в лісі між селом Новошини та селищем Журавно загинув Петро Миколайович Федун «Полтава» начальник політвиховного відділу Крайового Військового Штабу УПА-Захід, провідний ідеолог ОУН-УПА. Разом з ним загинули Богдан Зобнів «Миронич» — референт пропоганди Журавнівського надрайонового Проводу ОУН, Михайло Сенюк «Скритий» — провідник Букачівського районного Проводу та охоронець «Миронича» Григорій Ярема «Зенко», «Діброва». Після загибелі 5 березня 1950 року Романа Шухевича Петро Федун був заступником головнокомандувача УПА. До операції із знищення Петра Федуна було залучено 4500 військових.

## Релігія
Попри переслідування радянської влади на території району продовжували діяти греко-католицькі священики. Часто вони надавали дієву допомогу УПА. Зокрема повстанці регулярно відвідували будинок о. Павла Кручека, пароха с. Монастирець Журавнівського району. Неодноразово надавав свою оселю для постою повстанських відділів парох с. Голешеве Журавнівського району о. Ілля Яців.